# Ajtic Carrizal
Ajtic Carrizal es una localidad del municipio de Larráinzar ubicado en la región de Los Altos del estado mexicano de Chiapas.

## Geografía
La localidad de Ajtic Carrizal se sitúa en las coordenadas geográficas 16°54′19″N 92°46′57″O / 16.905278, -92.782500, a una elevación de 2,129 metros sobre el nivel del mar.

## Demografía
Según el Censo de Población y Vivienda 2020, efectuado por el Instituto Nacional de Estadística y Geografía, la localidad de Ajtic Carrizal tiene 123 habitantes, de los cuales 61 son del sexo masculino y 62 del sexo femenino. Su tasa de fecundidad es de 4 hijos por mujer y tiene 26 viviendas particulares habitadas.
| Gráfica de evolución demográfica de Ajtic Carrizal entre 1980 y 2020 |
|                                                                      |
| INEGI.                                                               |